# 段余霜
余霜（1993年10月23日—），本名段余霜，中华人民共和国江西萍乡人，毕业于中国传媒大学双语（英语）主持专业，曾在中央电视台和多个门户网站担任主持，现为《英雄联盟》官方主持人。

## 人生经历
1993年10月23日，段余霜在江西萍乡出生。
段余霜上初三时第一次考了全校第一名，被南昌三中的校长看中，于是段余霜转学至南昌三中。半年后，段余霜考入南昌三中高中部。
2011年，段余霜以优异的成绩考进中国传媒大学双语（英语）主持专业。
段余霜在上大学时兼职做主持，大一时在中国国际广播电台的电视部工作，大二时在CCTV NEWS工作，大三时在江西电视台在北京的一个综艺节目的创意部工作。
段余霜在大二时，第一次跟同学去网吧，并接触了《英雄联盟》。
2015年，段余霜从中国传媒大学毕业，并获得了“英语播音与主持专业学士学位”。毕业后段余霜入职北京的一家音乐电台，并担任主持人。
2016年某日，段余霜刚打开《英雄联盟》客户端，发现客户端里弹出招聘《英雄联盟》主持人的信息，于是段余霜投递了自己的简历，第二天收到通知面试的电话，于是段余霜从北京来到上海，之后顺利通过面试、复试，自此开始成为《英雄联盟》主持人。
之后，段余霜被安排在《天下英雄》和2016年英雄联盟职业联赛夏季赛担任主持人。
在2016年英雄联盟职业联赛夏季赛上，段余霜第一次做为主持人登场。
2016年，美国举办英雄联盟2016赛季全球总决赛，而拳头游戏需要一位双语记者，于是段余霜辞掉北京的音乐电台主持人工作，并前往美国，赴英雄联盟2016赛季全球总决赛的比赛现场担任记者。
2017年1月，段余霜加入拳头游戏旗下的电竞行业公司——上海Dominion公司，自此正式成为电子竞技从业者。
在2017英雄联盟季中冠军赛上，段余霜作为中国大陆LPL赛区主持人做中英双语采访，自此，段余霜被全世界的电子竞技爱好者熟知。
之后，段余霜担任了2017年洲际系列赛 - 亚洲对抗赛主持人、英雄联盟全球高校冠军杯双语主持、英雄联盟2017赛季全球总决赛双语主持、英雄联盟年度推广大使。
在英雄联盟2019赛季全球总决赛前，段余霜主持梅赛德斯-奔驰与LPL合办的国际巡演。